# Gonatocerus rogersi
Gonatocerus rogersi är en stekelart som beskrevs av Matthews 1986. Gonatocerus rogersi ingår i släktet Gonatocerus och familjen dvärgsteklar. Inga underarter finns listade i Catalogue of Life.